# Роттенбург-ан-дер-Лаабер
Роттенбург-ан-дер-Лаабер (нім. Rottenburg an der Laaber) — місто в Німеччині, знаходиться в землі Баварія. Підпорядковується адміністративному округу Нижня Баварія. Входить до складу району Ландсгут.
Площа — 90,15 км2. Населення становить 8455 ос. (станом на 31 грудня 2020).